# حافظ (فیلم)
حافظ (به ژاپنی: ハーフェズ ペルシャの詩، ترجمه: شعر حافظ) فیلمی سینمایی ساخته ابوالفضل جلیلی محصول مشترک ایران و ژاپن در سال ۱۳۸۵ (۲۰۰۷) است. این فیلم که به صورت نمادین به زندگی حافظ شیرازی می‌پردازد، روایتگر داستان زندگی یک حافظ قرآن با نام شمس‌الدین است.

## تولید و پخش
کومیکو آسو، بازیگر ژاپنی، در نقش نبات، دختر ایرانی فیلم، بازی کرده است. جلیلی فیلم حافظ را با همکاری تهیه‌کنندگان ژاپنی کارگردانی کرده است و نقش دختر فیلم را با پیشنهاد آن‌ها، به کومیکو آسو سپرد. حافظ در جشنواره فیلم رم حضور یافت و جایزه ویژه هیئت داوران این جشنواره را نصیب جلیلی کرد. این فیلم در جشنواره فیلم توکیو نیز شرکت کرد و پس از آن در سینماهای ژاپن به نمایش گذاشته شد.
تصویربرداری فیلم در چابهار و ساوه انجام شده و خود کارگردان، فیلمبرداری را بر عهده داشته است. آسو برای آمادگی در نقش‌آفرینی معشوقه شمس‌الدین (با بازی مهدی مرادی)، دو هفته پیش از فیلمبرداری به ایران رفت و ضمن پوشیدن لباس فیلم به رفت‌وآمد به خانه شهروندان ایرانی در نقاط مختلف پرداخت. همچنین او به توصیه جلیلی، آوازهای محمدرضا شجریان (اشعار حافظ) را گوش می‌داده است. بازی در این فیلم، نخستین تجربه بازیگری آسو در خارج از ژاپن و به زبانی بیگانه (فارسی) بود.

## جایزه‌ها و نامزدی‌ها
- جایزه ویژه هیئت داوران در جشنواره فیلم رم (۲۰۰۷)
- نامزد جایزه ممتاز توکیو در جشنواره فیلم توکیو (۲۰۰۷)